# Ària (Weinberg)
Ària, op. 9, per a quartet de corda i en un únic moviment, fou composta per Mieczysław Weinberg el 1942.
Escrit durant la Segona Guerra Mundial, durant els dos anys que Weinberg va passar a Taixkent, va centrar el seu treball en la primera simfonia. Només va fer dues composicions per a quartet de corda, Ària i Cappricio, op. 11. No se sap amb quina finalitat ni a qui estaven dedicades.